# Vivi davvero
Vivi davvero è un singolo della cantautrice italiana Giorgia, pubblicato il 17 maggio 2002 come estratto dalla raccolta Greatest Hits - Le cose non vanno mai come credi

## Descrizione
Il testo rappresenta un inno alla libertà e soprattutto all'esigenza di vivere ogni istante della propria esistenza per non avere rimorsi, con la consapevolezza che tutto può finire da un momento all'altro. La speranza è un altro dei temi fondamentali: speranza di risollevarsi anche dopo un brutto momento. Il ritmo orecchiabile, il ritornello che ripete incessantemente Vivi, vivi, vivi davvero e l'inserimento del brano in un celebre spot pubblicitario della Ford Fiesta (la quinta generazione dell'utilitaria uscì proprio in quell'anno) hanno contribuito al successo della canzone, battutissima dalle radio ed uno dei maggiori successi dell'estate 2002.
La canzone fu cantata più volte sul palco del Festivalbar e, nel 2005, fu rieseguita in versione acustica nel corso dell'MTV Unplugged della cantante. L'autrice del pezzo è Giorgia, sia per i testi, sia per la musica. Vivi davvero è stata prodotta e arrangiata da Michael Baker. I cori sono di Giorgia e Michael Baker.
La canzone è uscita in radio nel maggio del 2002 e fa parte anche della colonna sonora di Amori in corsa, film statunitense del 2004.

## Video musicale
Il video musicale è stato realizzato in un discobar situato nel "salotto" della movida di Napoli con il nome attuale di "LadyBug". Il video di Vivi davvero vede Giorgia entrare in un bar e farsi dare dal barista, interpretato dal produttore Baker stesso, "il solito": non è altro che una sostanza miracolosa verdognola che provoca in chi la beve un'immediata voglia di baciare e amare, uno stato di estasi. La cantante la offre a chi le è seduto accanto, provocando esilaranti situazioni. Al termine del video Giorgia aspira, dal tubo del narghilè, un pesciolino. Il video, molto ironico e originale, è andato in onda più volte su canali musicali quali MTV e All Music.

## Tracce
1. Vivi davvero
2. Vivi davvero (Remix)
3. With You (di sole e d'azzurro)
4. Tresure in Your Heart (qualcosa cambierà)
5. Save the World (English Version)

## Classifiche
| Classifica (2002) | Posizione massima |
| ----------------- | ----------------- |
| Italia            | 5                 |